# Cardiocondyla bogdanovi
Cardiocondyla bogdanovi är en myrart som beskrevs av Mikhail Dmitrievich Ruzsky 1905. Cardiocondyla bogdanovi ingår i släktet Cardiocondyla och familjen myror. Inga underarter finns listade.